# Robert Boxberger
Robert Boxberger (* 28. Mai 1836 in Gotha; † 30. März 1890 in Stadtsulza) war ein deutscher Gymnasiallehrer und Literarhistoriker.

## Leben
Boxberger war der Sohn eines Kaminmachers, besuchte das Gymnasium in Erfurt und studierte von 1855 bis 1858 an der Universität Jena Philologie und Geschichte. Er promovierte dort mit einer Übersetzung der Bhagavadgita und übernahm 1878 eine Lehrerstelle an der Realschule in Erfurt. Von 1868 bis 1876 war er zugleich Bibliothekar an der Königlichen Bibliothek in Erfurt. Er lebte anschließend von 1876 bis 1878 als Privatgelehrter in Strehlen bei Dresden, ging dann aber zur erneuten Übernahme eines Schulamtes nach Erfurt zurück, wo er 1884 zum Oberlehrer ernannt wurde. In den Jahren von 1885 bis 1888 war er Oberlehrer am Friedrich-Wilhelms-Gymnasium (Posen). 1888 wurde er pensioniert.
Boxbergers literaturgeschichtliche Arbeiten befassten sich hauptsächlich mit Klopstock, Lessing, Wieland, Schiller, E. T. A. Hoffmann, Friedrich Rückert, Karl Immermann und Nikolaus Lenau. Der größte Teil dieser Arbeiten wurde in Franz Schnorr von Carolsfelds Archiv für Litteraturgeschichte (Schnorrs Archiv), in den Publikationen der Erfurter Akademie und im Magazin für die Literatur des In- und Auslandes veröffentlicht.

## Veröffentlichungen (Auswahl)

### Monographien
- Die Sprache der Bibel in Schillers Räubern. Schulprogramm. Erfurt 1867. (Digitalisat)
- Schiller und Haller. Stenger, Erfurt 1869. (Digitalisat)
- Erfurts Stellung zu unsrer classischen Literaturperiode. Villaret, Erfurt 1870. (Digitalisat)
- Zwei Erfurter Freunde des Dichters Friedrich Rückert. Keyser, Erfurt 1874. (Digitalisat)
- Prolegomena zu Schillers Dramen. Schulprogramm. Erfurt 1874. (Digitalisat)
- Rückert-Studien. Pethes, Gotha 1878. (Digitalisat)
- Das Ahnungsvolle in Schiller’schen Frauencharakteren. Merzbach, Posen 1886. (Digitalisat)

### Herausgeberschaft
- Lessing's Werke. 20 Teile in 13 Bänden. (Hempels Klassiker-Ausgaben.) Berlin 1868–1879 (Boxberger Mitherausgeber).
- Rückert-Studien. Gotha 1878.
- Schillers Werke. Neue illustrierte Ausgabe. 6 Bände. Berlin 1878.
- E. T. A. Hoffmanns Werke. 15 Teile in 9 Bänden. Berlin 1879.
- Klopstocks Werke. 6 Teile in 3 Bänden. Berlin 1879.
- Briefwechsel zwischen Schiller und Goethe in den Jahren 1794–1805. Stuttgart 1881–1882.
- Immermanns Werke. 20 Teile in 8 Bänden. Berlin 1883.
- Lessing's Werke. 14 Teile in 18 Bänden (Bd. 9,1–2 hrsg. von Hugo Blümner.) Berlin u. Stuttgart 1883–1890 (Deutsche National-Literatur. Bd. 58–71).
- Friedrich Nösselts Lehrbuch der deutschen Literatur für das weibliche Geschlecht, besonders für höhere Töchterschulen. 4 Teile. Neu bearbeitet und bis auf die Gegenwart fortgesetzt. 6. Auflage, 3 Bände. Stuttgart 1877.